# Dana Dane
Dana McLeese (nascido em 6 de setembro de 1965) melhor conhecido pelo nome artístico de Dana Dane, é um rapper norte-americano notório por suas letras com humor.

## Vida pregressa
McLeese nasceu no conjunto habitacional Walt Whitman em Fort Greene no Brooklyn, Nova Iorque.

## Carreira

### Rapper
A carreira de Dana Dane começou no grupo Kangol Crew com o amigo Slick Rick, a quem soa incrivelmente familiar, embora o sotaque britânico de Slick Rick seja genuíno. Depois de se formar no colegial, ele assinou com a gravadora Profile em 1985.
O álbum de estreia de Dana Dane, Dana Dane with Fame, alcançou o número 46 na parada Billboard 200 e foi certificado ouro. Seu primeiro single foi "Nightmare". Seu maior sucesso nos Estados Unidos foi "Cinderfella Dana Dane", que alcançou o número 11 na parada R&B da revista Billboard em 1987.. Dana era um dos principais artistas da Profile Records, posteriormente se mudando por um breve período para a Rap-A-Lot Records mas não lançou nada pelo selo. Lançou seu último álbum em 1995 pela Maverick Records.

## Discografia

### Álbuns
- Dana Dane with Fame (1987)
- Dana Dane 4 Ever (1990)
- Rollin' Wit Dana Dane (1995)

### Coletâneas
- Best of Dana Dane (2002)